# 鳥掌翼龍屬
鳥掌翼龍屬（屬名：Ornithocheirus）意為“鳥類的手掌”，生存於白堊紀早期的歐洲、南美洲。鳥掌翼龍翼展約6公尺，是種大型翼龍類。由於化石過於零碎，早期建立過多種，造成研究、命名歷史上的困難。
鳥掌翼龍主要發現於英格蘭的劍橋海綠石沙（Cambridge Greensand）地層，地質年代約1億1000萬年前，相當於白堊紀早期的阿爾比階。除此之外，巴西的桑塔那組地層也發現數個大型，被歸類於鳥掌翼龍，地質年代約1億1200萬到1億800萬年前。在歐洲的坎潘階/馬斯垂克階地層，距今小於7000萬年，也有發現疑似鳥掌翼龍的化石。鳥掌翼龍是最早出現的大型翼龍類之一，其他的大型翼龍類出現在9000萬年前。

## 敘述

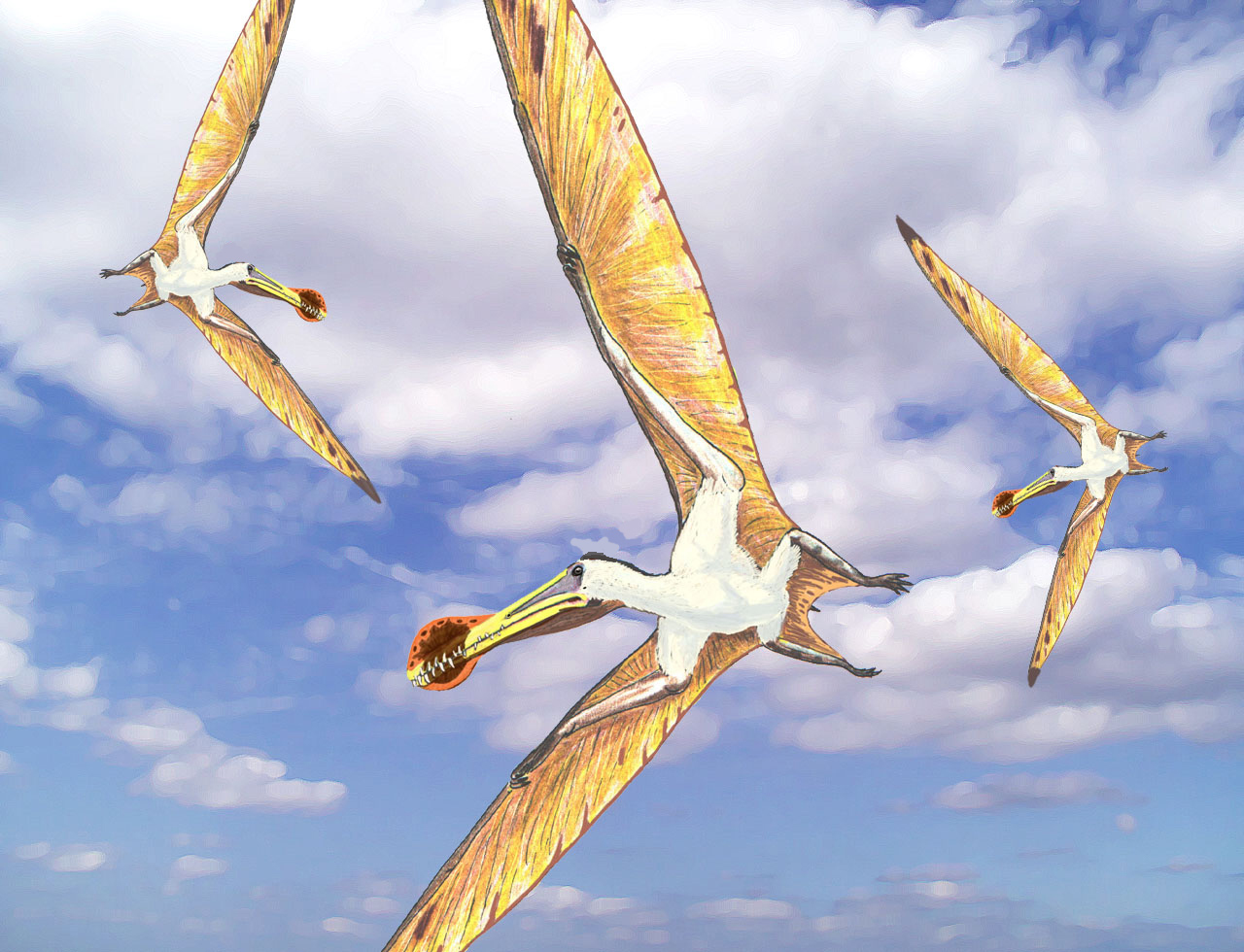
O. mesembrinus

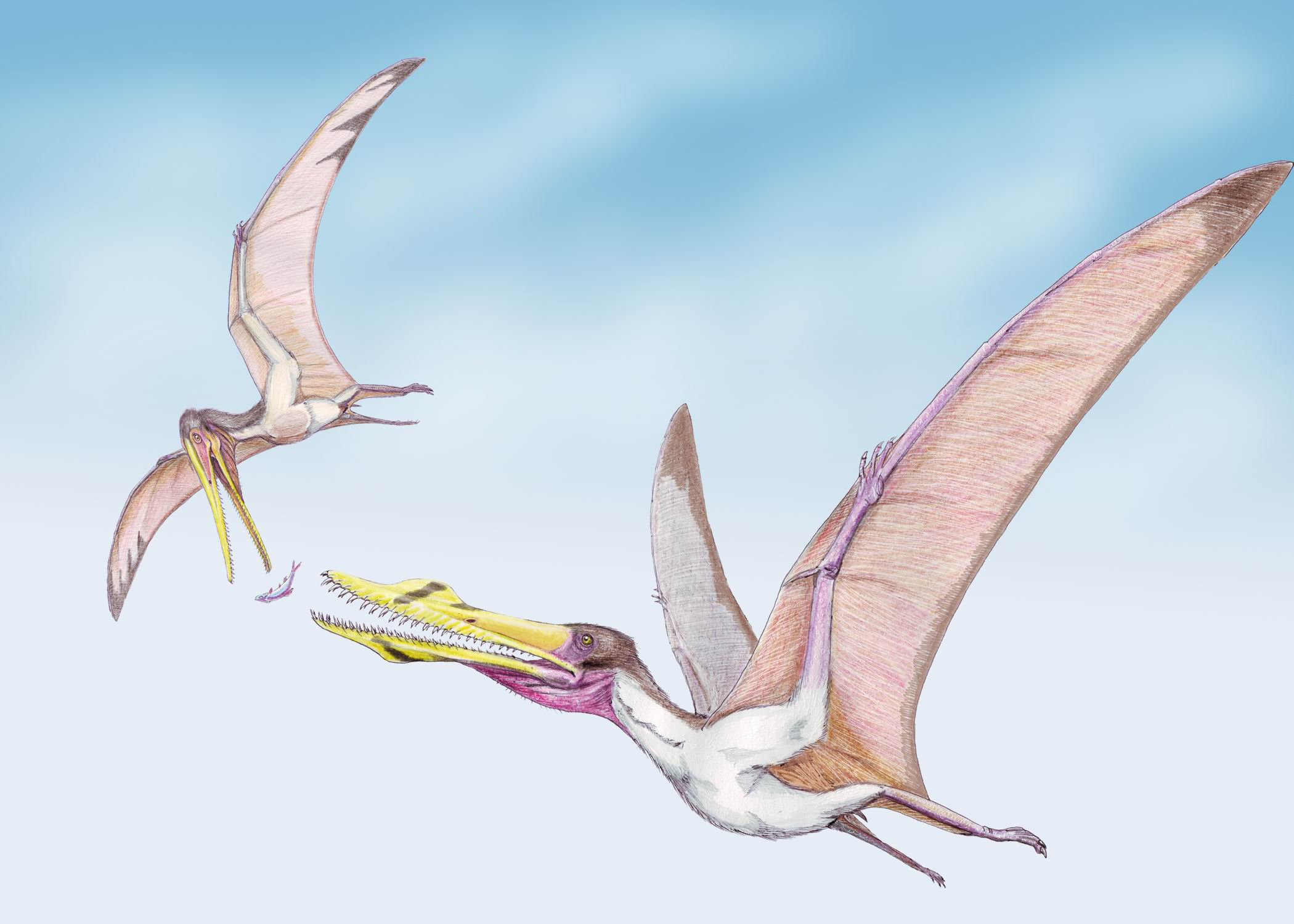
正在攻擊槍嘴翼龍的鳥掌翼龍

鳥掌翼龍的第一個化石，發現於英格蘭，該個體是個中型翼龍類，翼展約2.5公尺。根據之後發現的新標本，顯示O. simus的翼展可達5公尺。發現於巴西的O. mesembrinus，體型較大，翼展可達6公尺。
鳥掌翼龍的兩個種，口鼻部上側都有明顯的隆脊狀冠飾。冠飾從口鼻部前端延伸到鼻孔位置。下頜聯合處有一個小型冠狀突起。鳥掌翼龍的頭部後方有大型、明顯的骨質頭冠；而大部分鳥掌翼龍類的頭部後方有小型、圓形骨質頭冠。
鳥掌翼龍的頜部外形筆直，前端狹窄，大多數牙齒筆直；而其近親古魔翼龍、殘喙翼龍的頜部前端較寬、中段狹窄，前端牙齒向外突出。與其近親相比，鳥掌翼龍的牙齒數量較少。
O. simus的模式標本是個斷裂的上頜前段。根據o. mesembrinus標本的相同部位骨頭，兩者有類似特徵，可能是相同物種。

## 發現與命名歷史

### 英格蘭化石

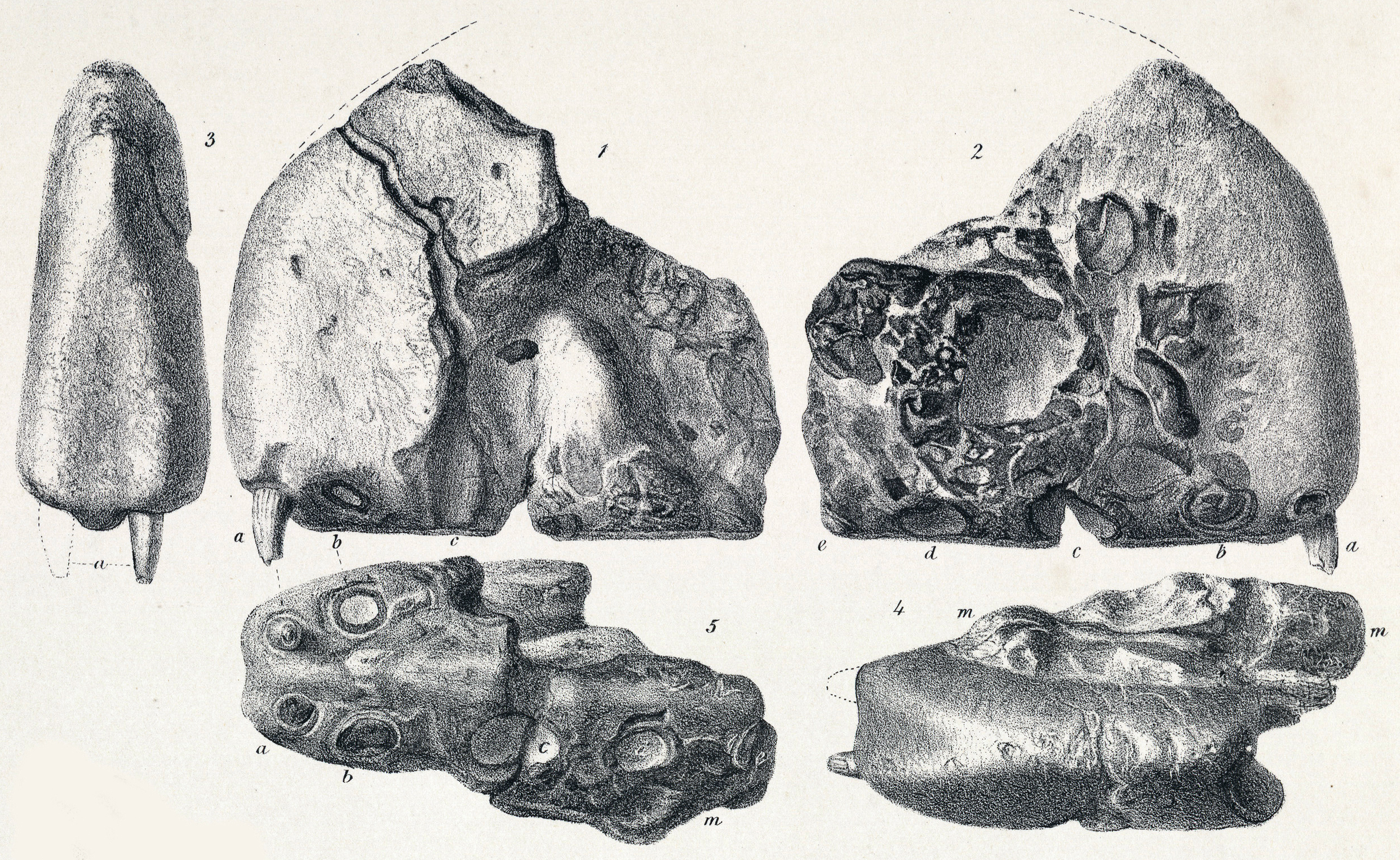
O. simus的正模標本

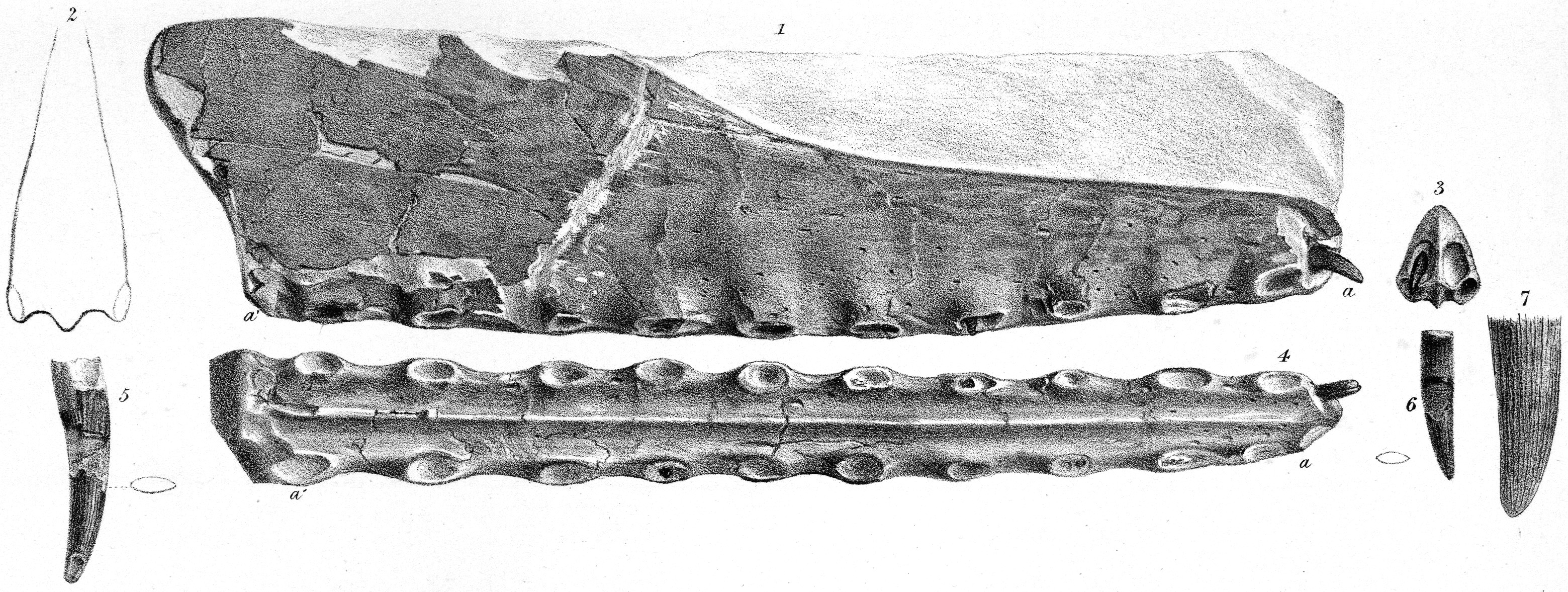
O. cuvieri的下頜化石

在19世紀，英格蘭劍橋海綠石沙（Cambridge Greensand）地層出土許多翼龍類的破碎化石，該地層形成於白堊紀早期，過去是個砂質海床。翼龍類的屍體漂浮於海面，零碎骨頭沉降至海底，經過水流侵蝕、沖刷後，最終被海砂覆蓋，成為化石。由於化石零碎，導致鑑定上的困難。如同許多19世紀的翼龍類化石，這些化石都被歸類於翼手龍屬的種。
當時，哈利·絲萊（Harry Govier Seeley）是個年輕研究人員，受命前去劍橋大學附屬博物館整理、歸類古生物化石。他發現這些發現於劍橋的翼龍類化石，有必要建立為新屬，他命名為鳥掌翼龍（Ornithocheirus），意為“鳥類的手掌”。絲萊當時認為翼龍類演化成現代鳥類，推測鳥掌翼龍的手掌，是演化成鳥類翅膀的過渡階段。在1869到1870年間，絲萊把這些劍橋大學標本，建立為28個種，絲萊將許多較完整化石建立為新種，另有一些化石是已被其他古生物學家命名為新種。另外，絲萊當時並沒有指定模式種。
哈利·絲萊在1870年出版的書籍《The Ornithosauria》後，當時英國首要古生物學家理查·歐文（Richard Owen）非常不滿，理查·歐文並不相信演化論，他認為「Ornithosauria」這名稱代表鳥類與史前爬行動物有關係，而這並不適當。理查·歐文認為，根據口鼻部外形、牙齒位置，這些劍橋大學翼龍類化石可以分成兩群。在1874年，歐文將鳥掌翼龍的許多種，建立兩個新屬，殘喙翼龍（Coloborhynchus）、槌喙龍（Criorhynchus）。殘喙翼龍的屬名意為「受傷的喙狀嘴」，槌喙龍的屬名意為「槌喙狀嘴」。
哈利·絲萊並沒有接受理查·歐文的分類。在1881年，哈利·絲萊將O. simus指定為鳥掌翼龍的模式種。之後在1888年，愛德華·紐頓（Edward Newton）將鳥掌翼龍的數個種改名，並另外建立幾個新種。

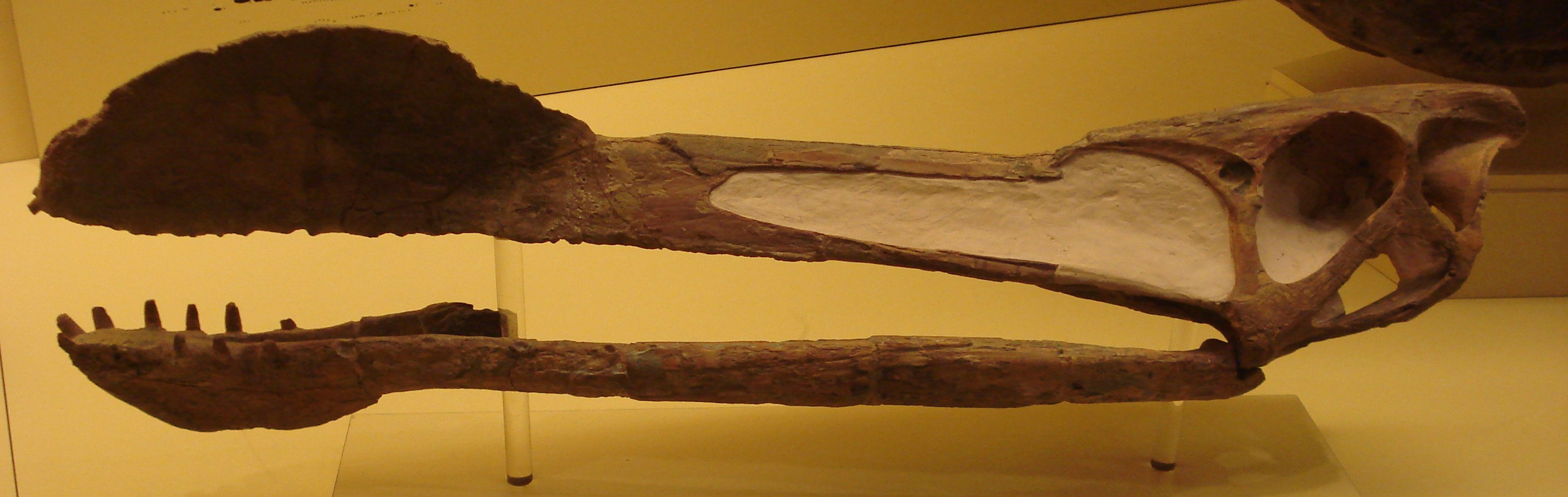
O. mesembrinus的頭顱骨

在鳥掌翼龍的研究歷史中，總共建立了40多種。目前大多翼龍類研究人員認為只有二或三種是有效種：O. simus、O. mesembrinus、以及另一未命名種。造成混淆的部分原因是鳥掌翼龍的模式標本保存不好，造成與其他相近翼龍類分辨時的困難（例如：古魔翼龍）。但是，O. simus、O. mesembrinus的相同部位化石很類似，兩者也可能是相同物種。
在1914年，雷金纳德·胡利（Reginald Hooley）嘗試重新整理鳥掌翼龍的相關物種。他維持鳥掌翼龍為獨立屬，將槌喙龍歸類於鳥掌翼龍，並將殘喙翼龍的化石建立兩個新屬，Amblydectes、槍嘴翼龍（Lonchodectes）；Amblydectes意為「鈍的咬者」，槍嘴翼龍意為「長槍的咬者」。但是，大部分保存狀態差的化石材料，仍被歸類於鳥掌翼龍。在1978年，彼得·沃爾赫費爾（Peter Wellnhofer）提出鳥掌翼龍沒有模式種，因此將O. compressirostris列為模式種。但該種目前為獨立的槍嘴翼龍屬。

### 巴西化石
自從1970年代以來，巴西東北部發現許多翼龍類化石，包含許多保存狀態良好的大型標本，所處地層年代與英格蘭化石相近，約1億1000萬年前。其中某些化石被建立為新屬，例如古魔翼龍。某些新化石被歸類於鳥掌翼龍，並有助於重新研究鳥掌翼龍、釐清其分類。在大衛·安文的重新研究中，他將O. simus選定為模式種，而槌喙龍是無效屬；鳥掌翼龍的大部分種，缺乏可鑑定特徵，因此被視為疑名；O. compressirostris被認為是獨立的槍嘴翼龍屬。

### 其他種
彼得·沃爾赫費爾（Peter Wellnhofer）在1987年命名的脊頜翼龍（Tropeognathus mesembrinus），是個有隆脊突起的頜部標本。這個標本之後被多位研究人員歸類於不同屬：鳥掌翼龍、古魔翼龍、殘喙翼龍、槌喙龍。大衛·安文（David Unwin）提出脊頜翼龍是鳥掌翼龍的一個種，這使得脊頜翼龍成為鳥掌翼龍的次同物異名 （页面存档备份，存于）；之後大衛·安文修改他的分類，直接把這個標本編入於鳥掌翼龍的O. simus，而不是獨立種。在2000年，亞歷山大·克爾納（Alexander Kellner）則提出脊頜翼龍是獨立的有效屬。關於這個隆脊突起的頜部標本的分類，目前還沒有定論。
Cimoliornis、Cretornis、與Paleornis，過去曾被歸類於鳥類，目前化石都歸類於鳥掌翼龍。但大衛·安文（David Unwin）認為，這些標本可能是獨立的屬。Cimoliornis可能是神龍翼龍超科的近親，而Palaeornis則屬於槍嘴翼龍科。

## 大眾文化

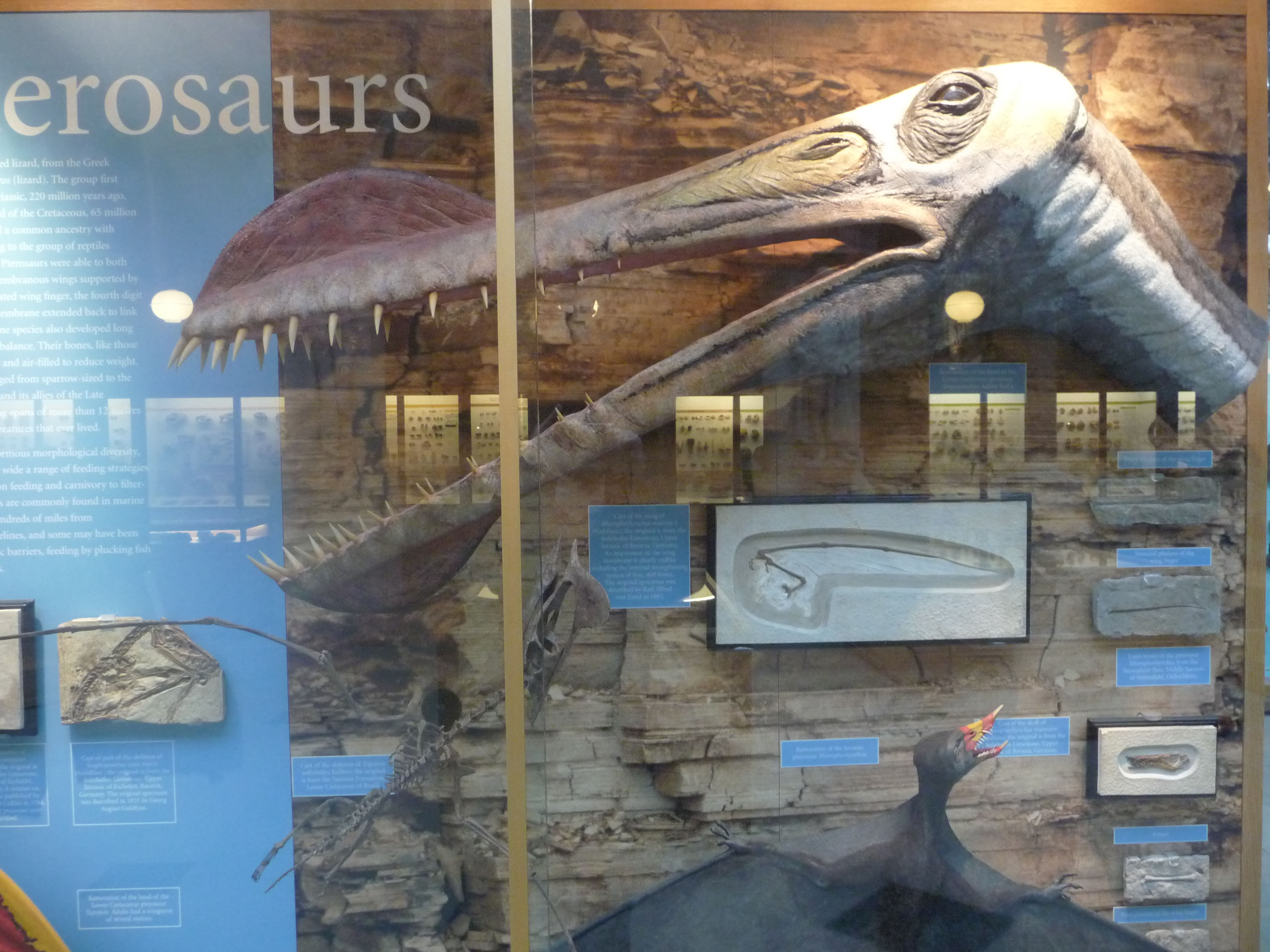
鳥掌翼龍的頭部重建模型，牛津博物館

鳥掌翼龍曾出現在英國電視節目《與恐龍共舞》（Walking with Dinosaurs）。在節目中，鳥掌翼龍被稱為有史以來最大型的翼龍類，但是哈特茲哥翼龍與風神翼龍的體型比鳥掌翼龍更大。在節目的相關書籍裡，宣稱根據發現於巴西桑塔納組的數個大型骨頭碎片，推測鳥掌翼龍的翼展接近12公尺，重量約100公斤，是已知最大型的翼龍類之一。但是，根據目前的最大型鳥掌翼龍標本，其翼展最寬約6公尺。當時正在研究這標本的大衛·馬提爾（David Martill）、Heinz Peter Bredow宣稱，他們並不相信節目的數據；節目製作單位可能選取估計值的最大上限，以使數據比較令人印象深刻。
此外，鳥掌翼龍也曾出現在日本電影《你看起來很好吃》裡，電影中的鳥掌翼龍叼著一顆果實，並將果實往海洋拋下